# Bar-sur-Aube
Bar-sur-Aube es una localidad y comuna de Francia, ubicada en la región de Gran Este, departamento de Aube. Es la subprefectura (capital) del distrito y del cantón del mismo nombre.
Su población en el censo de 1999 era de 6.261 habitantes. Su aglomeración urbana, que también incluye Proverville, suma 6.553.
Está integrada en la Communauté de communes de la Région de Bar-sur-Aube, de la que es la mayor población.

## Historia
La batalla de Bar-sur-Aube tuvo lugar el 27 de febrero de 1814.
Esta batalla enfrentó a los ejércitos de Francia dirigidos por Etienne-Jacques-Joseph MacDonald junto con los austríacos de Karl Philipp Fürst zu Schwarzenberg. Este último salió victorioso.

## Hijos ilustres
- Bertrand de Bar-sur-Aube Trovador del siglo XIII
- Gaston Bachelard, filósofo y epistemólogo del siglo XX.

## Demografía
| 4801 | 6008 | 7265 | 6943 | 6707 | 6261 |
| Para los censos de 1962 a 1999 la población legal corresponde a la población sin duplicidades (Fuente: INSEE [Consultar]) |      |      |      |      |      |